# Brojce
Brojce (niem. Broitz) – wieś gminna w Polsce położona w północnej części województwa zachodniopomorskiego, w powiecie gryfickim, w gminie Brojce.
Miejscowość jest siedzibą gminy Brojce. 2 września 2013 r. wieś miała 1287 mieszkańców.
Brojce leżą na Równinie Gryfickiej, we wschodniej części Pobrzeża Szczecińskiego.
W latach 1954–1972 wieś należała i była siedzibą władz gromady Brojce. W latach 1975–1998 miejscowość administracyjnie należała do województwa szczecińskiego.
| SIMC    | Nazwa  | Rodzaj    |
| ------- | ------ | --------- |
| 0772955 | Karwin | część wsi |

## Toponimika
Brojce, jako duża wieś o rodowodzie średniowiecznym, była zaznaczana na wielu mapach. Na jednej z pierwszych map Pomorza, Wielkiej Mapie Księstwa Pomorskiego wieś funkcjonuje pod nazwą Broitzen. Na początku XX w. nazwa wsi brzmi Broitz. Nazwa ta obowiązuje do maja 1945 r. W okresie powojennym, od czerwca 1945 do 1946 r. wieś nazywała się Broniszewo.

## Komunikacja
Przez Brojce przebiega droga wojewódzka nr 105 (trasa: Świerzno→ Gryfice→ Brojce → Rzesznikowo), która łączy wieś w odległości 9 km z drogą wojewódzką nr 112.
Orientacyjny czas dojazdu drogami do okolicznych miast i miejscowości wypoczynkowych: Gryfice ≈ 10 minut, Płoty ≈ 20 minut, Trzebiatów ≈ 20 minut, Mrzeżyno ≈ 35 minut, Kołobrzeg ≈ 55 minut, Koszalin 1 godzina i 10 minut, Szczecin ≈ 2 godziny.
Znajdują się tu trzy przystanki autobusowe PKS. Brojce mają bezpośrednie połączenie autobusowe z Gryficami, Trzebiatowem i Szczecinem.
Najbliższy przystanek kolejowy znajduje się w Gąbinie (8 km). Pociągiem można dojechać do miejscowości położonych na trasie Kołobrzeg – Szczecin.
We wsi był przystanek kolei wąskotorowej Brojce.

## Sport
Miejscowa drużyna piłki nożnej to Ludowy Zespół Sportowy Wicher Brojce. Klub założony został w 1968 r., posiada barwy biało-zielone. Obecnie (sezon 2023/2024) uczestniczy w rozgrywkach klasy A, gr. zachodniopomorskiej IV. Zespół rozgrywa mecze na stadionie przy ul. Długiej.

## Przyroda
W centrum wsi, na tzw. nawsiu znajduje się park. Poza tym rośnie kilka drzew o charakterze pomnikowym:
- buk zwyczajny (Fagus sylvatica), obwód w pierśnicy 430 cm, wysokość 22 m. Rośnie na placu przykościelnym[15];
- 2 buki purpurowe (Fagus sylvatica f. purpurea), obwód w pierśnicy 357 i 320 cm, wysokość 26 i 25 m. Rosną na posesji przy ul. Parkowej 9;
- dąb szypułkowy (Quercus robur), obwód w pierśnicy 672 cm, wysokość 24 m. Rośnie na posesji przy ul. Młyńskiej (koło młyna);
- miłorząb dwuklapowy (Ginkgo biloba), rzadka odmiana – żeńska, obwód w pierśnicy 160 cm. Rośnie na posesji przy ul. Długiej 1;
- buk purpurowy (Fagus sylvatica f. purpurea), obwód w pierśnicy 360 cm. Rośnie na posesji przy ul. Długiej 1.

Rzeka Mołstowa oraz Brodziec przepływające przez miejscowość Brojce (oraz okolice) należą do europejskiej sieci Natura 2000. Od 2011 roku należą do obszaru specjalnej ochrony siedlisk Dorzecze Regi, spełniającego kryteria obszarów o znaczeniu wspólnotowym.

## Turystyka
Przez wieś wiodą dwa szlaki rowerowe wytyczone w ramach powiatowego projektu Gryfland:
- czerwony szlak rowerowy (trasa: Gryfice→ Brojce→ Trzebiatów) o długości 47,5 km
- czarny szlak rowerowy (trasa: Brojce→ Górzyca→ Otok→ Cerkwica) o długości 22,5 km.

Szlaki rowerowe we wsi przebiegają po drodze asfaltowej i drogach polnych (gruntowych).

## Zabytki

### Architektura

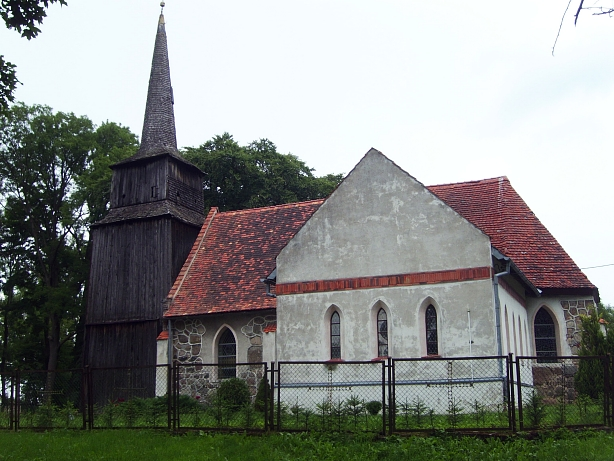
Kościół parafialny (elewacja południowa)

W centrum wsi znajduje się późnogotycki kościół parafialny pw. Najświętszego Serca Pana Jezusa – datowany na 2. połowę XV w. Świątynia orientowana, pierwotnie salowa (jednoprzestrzenna), założona na rzucie prostokąta zamknięta trójbocznym prezbiterium. Nawa oraz prezbiterium przekryta stropem drewnianym. Kościół zbudowany z kamieni polnych i ciosów oraz cegły (szczyt zachodni, oboknia). W 1619 r. wzniesiono przy szczycie zachodnim drewnianą dzwonnicę. Rozbudowany w 1866 r. Dostawiono wówczas prostopadle, do elewacji północnej, ramię transeptu (pod nim krypta). W latach 80. XX w. kościół ponownie rozbudowano. Dostawiono prostopadle do elewacji południowej ramię transeptu. Korpus nawowy i transept nakryte dachami siodłowymi. Wewnątrz znajduje się renesansowa chrzcielnica z 1. ćwierci XVII w., ufundowana przez rodzinę von Manteuffel. W prezbiterium stoi barokowy ołtarz z XVIII w. Na emporze zachodniej znajdują się organy (nr 606). Zbudowane zostały w 1910 r. przez szczecińską firmę Grüneberg.
Kościół wraz z przykościelnym cmentarzem zostały wpisane do rejestru zabytków (nr rej.: A-1100 z 22.02.1958 i z 13.07.2012).

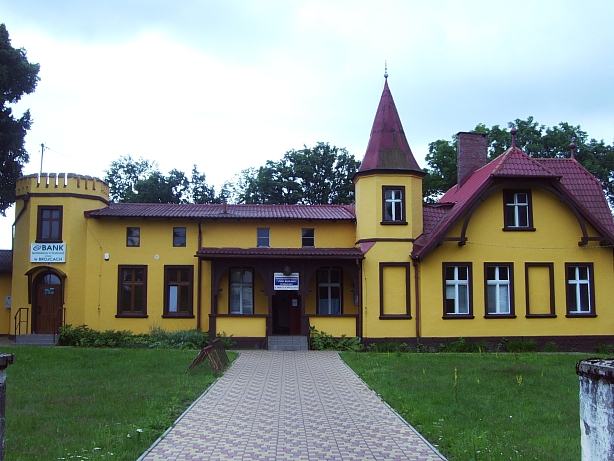
Dworek

W centrum wsi, na południe od kościoła, znajduje się murowany dworek. Wzniesiony został na przełomie XIX i XX w. Posiada cechy neogotyku angielskiego, francuskiego i willi szwajcarskiej. Obecnie w budynku znajduje się oddział banku spółdzielczego, ośrodek zdrowia oraz rewir dzielnicowych.

### Miejsca pamięci
Na cmentarzu komunalnym znajduje się pomnik poświęcony mieszkańcom Brojc, którzy polegli na frontach I wojny światowej. Ufundowany został w latach 20–30. XX w. Wykonany jest ze sztucznego kamienia (lub piaskowca), ma formę obelisku trójczłonowego. Na cokole umieszczone są nazwiska 26 poległych.
Na skraju parku 23 sierpnia 2022 w Brojcach odsłonięty został pomnik poświęcony ofiarom zbrodniczych ideologii nazizmu i komunizmu.
W maju 2009 roku uczniowie miejscowego gimnazjum posadzili w parku „Dąb Pamięci”. Drzewo poświęcone jest pamięci ppłk. dypl. Rudolfa Jagielskiego dowódcy 11 Karpackiego Pułku Artylerii Lekkiej. Oficer został zamordowany w 1940 roku w Charkowie.

## Gospodarka
Gospodarka Brojc związana jest ściśle z rolniczo-leśnym charakterem regionu. Ziemie orne przeznaczone są pod uprawy zbóż (przede wszystkim pszenicy, żyta, kukurydzy) oraz bylin (ziemniaków). We wsi znajduje się piekarnia, zakład przerobu drewna (tartak) oraz zakłady produkcyjno-usługowe branży budowlanej i stolarskiej.

## Infrastruktura
Wieś posiada wodociąg (ujęcie wody w Cieszycach) i jest w całości skanalizowana. Ścieki oczyszczane są w oczyszczalni ścieków znajdującej się na obrzeżach wsi. Prowadzona jest selektywna zbiórka odpadów, szkła, plastiku, makulatury i odpadów biodegradowalnych. Śmieci komunalne wywożone są przez ATF SP. Z O.O. SP.K – Zakład Zagospodarowania Odpadów z Mirosławca.
We wsi znajduje się Urząd Gminy, Gminna Biblioteka Publiczna, ośrodek zdrowia, punkt apteczny, urząd pocztowy, Izba Muzealna, rewir dzielnicowych, filia Banku Spółdzielczego w Gryficach, bankomat, remiza Ochotniczej Straży Pożarnej, szkoła podstawowa wraz z gimnazjum publicznym.